# Fontys

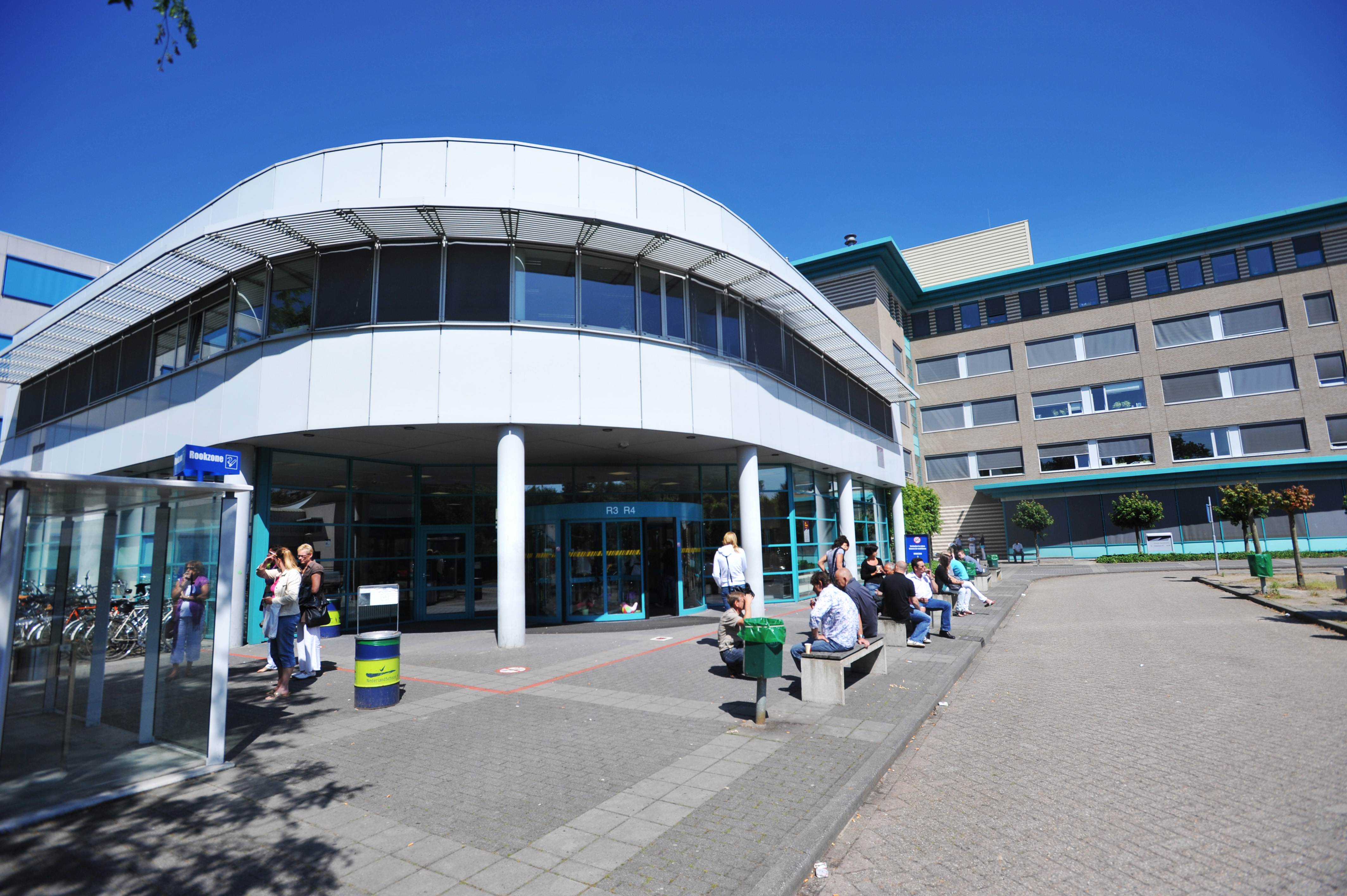
Eines der Gebäude des Fontys-Campus in Eindhoven, 2010

Fontys ist eine staatliche Hochschule mit mehr als 44.000 Studenten an mehreren Standorten in den Niederlanden. Die drei größten Fontys-Campus befinden sich in den Städten Eindhoven, Tilburg und Venlo. Der Name Fontys stammt vom lateinischen Wort fons (deutsch „Quelle“). Insgesamt bietet Fontys 200 Bachelor- und Master-Studiengänge in den Bereichen Wirtschaft, Technologie, Gesundheit, Sozialarbeit, Sport und Lehrerausbildung an. Viele Programme werden auf Englisch und Deutsch (besonders am International Campus in Venlo) angeboten. Fontys-Vorsitzender ist seit 2020 Joep Houterman.

## Ranking
Laut dem unabhängigen niederländischen Hochschul-Ranking „Keuzegids“ gehörte Fontys 2016 zu den besten großen Hochschulen in den Niederlanden. Überdurchschnittliche Ergebnisse erzielten besonders die Studienbereiche Technik, IT, Logistik sowie Betriebswirtschaft und Management (bestehend aus den Studiengängen International Business, Marketing Management, International Finance & Control und International Fresh Business Management). Im Jahr 2014 wurde Nienke Meijer (Vorsitzende der Fontys 2013–2020) zur „Einflussreichsten Frau der Niederlande“ erklärt.

## International Campus Venlo
Fontys Venlo ist ein junger Campus. Zunächst wurde die sogenannte Venloer Hochschule auf dem Gelände des ehemaligen Landgutes De Wylderbeek gegründet (dessen Wald noch heute geschützte Artefakte aus der Römerzeit enthält). Ende der 1990er Jahre trat die Hochschule dann dem wachsenden Fontys-Hochschulverbund bei. Mehrere Renovierungen und Erweiterungen trugen dazu bei, dass der heutige Hochschul-Campus in Venlo („der ursprünglich 1965 von einer Nonnengemeinschaft erbaut wurde“) nach wie vor auf dem neuesten Stand der Technik blieb. Der Campus beherbergt drei Institute: Fontys Hogeschool Kind en Educatie (Ausbildung von Grundschullehrern), Fontys Hogeschool Techniek en Logistiek (Studium im Bereich Ingenieurwissenschaften und Logistik) und Fontys International Business School (Wirtschaftsstudium).

## Studiengänge
Fontys bietet verschiedene Vollzeit-Studiengänge auf Englisch oder Deutsch an.

### Deutsche und englische Bachelor-Studiengänge

#### Business und Management
- International Business (englisch)
- International Finance & Control (englisch)
- Marketing Management (englisch)
- International Communication Management (englisch)
- Marketing Management – Digital Business Concepts (englisch)
- Trend Research & Concept Creation in Lifestyle (englisch)

#### IT und Ingenieurwesen
- Automotive Engineering (englisch)
- Industrial Engineering & Management (englisch)
- Mechatronik (deutsch oder englisch)
- Electrical and Electronic Engineering (englisch)
- Maschinenbau (deutsch-niederländisch oder englisch)
- Information & Communication Technology (Spezialisierung: ICT & Software Engineering, ICT & Business, ICT & Technology, ICT & Media Design, ICT & Infrastructure) (englisch)
- Software Engineering
- Wirtschaftsinformatik (deutsch oder englisch)
- Industrielles Produkt-Design/Industrial Design Engineering (deutsch-niederländisch oder englisch)

#### Logistik
- Logistik (Spezialisierungen: Logistics Management, Logistics Engineering) (deutsch oder englisch)
- International Fresh Business Management (deutsch oder englisch)

#### Physiotherapie
- Physiotherapy (English)

#### Kunst
- Circus and Performance Art (englisch)
- Dance Academy (englisch)

### Englische Master-Studiengänge
- Master of Science in Business and Management (MBM) (in Kooperation mit University of Plymouth, UK)
- Master of Science in Finance (MFIN) (in Kooperation mit University of Plymouth, UK)
- Master of Business Administration (MBA) (in Kooperation mit FOM – Hochschule für Oekonomie und Management)
- Master of Science in International Logistics, Procurement, Operations and Supply Chain Management[15] (in Kooperation mit University of Plymouth, UK)
- Master of Architecture
- Master of Urbanism
- Master of Music
- Master in Performing Public Space

### Auslandssemester
Fontys hat weltweit über 100 Partneruniversitäten. Im dritten Studienjahr haben Fontys-Studenten die Möglichkeit, für ein Semester an einer der genannten Partneruniversitäten im Ausland zu studieren. Alternativ können die Studierenden das Semester bei Fontys bleiben und eine der zahlreichen Spezialisierungen wie z. B. International Business Management, Trendwatching, Game Business oder Event Management belegen.

## Angewandte Forschung
In rund 30 Lehrstühlen forscht Fontys zu weitreichenden Themen mit den grundsätzlichen Schwerpunkten Creative Economy, Health, High Tech Systems & Materials, Cross-Border Business Development, Learning Society und Smart Society.

### Lehrstuhl Cross-Border Business Development
An einem der größten Standorte – Venlo – betreibt Fontys Forschung zum Thema grenzüberschreitende Zusammenarbeit zwischen Deutschland und den Niederlanden, mit Schwerpunkt auf der EUREGIO Rhein-Maas-Nord. Im Jahre 2020 forschte der Lehrstuhl im Rahmen von 15 Projekten um das Verständnis und die Kooperation zwischen niederländischen und deutschen Bürgern und Unternehmen zu verbessern. Hierbei arbeitet Fontys University of Applied Science mit der Hochschule Niederrhein – unter anderem im Projekt Cleverland.eu – zusammen. Professoren am Lehrstuhl Cross-Border Business Development sind: Vincent Pijnenburg und Patrick Szillat.

## Start-up Factory/Software Factory
Im zweiten Studienjahr gründen alle Studierenden eines Wirtschaftsstudiengangs eine so genannte Start-up Factory – ein Studentenunternehmen bestehend aus ca. 10 Studenten und zwei Beratern, das in das niederländische Handelsregister eingetragen wird. Für knapp ein Jahr leiten die Studierenden dieses Unternehmen: es werden Aktien ausgeschüttet um Startkapital zu generieren, ein Businessplan geschrieben, ein Produkt/Dienstleistung entwickelt und vertrieben. Alle Positionen wie Geschäftsführer, Marketing Manager oder Finance Manager im Unternehmen werden untereinander verteilt. Am Ende des Studienjahres wird das Unternehmen ordnungsgemäß aufgelöst. In den vergangenen Jahren haben mehrere Fontys-Studentenunternehmen an nationalen und internationalen Wettbewerben teilgenommen und wurden für ihr erfolgreiches Geschäftsmodell ausgezeichnet. Studenten, die sich für ein Studium im Bereich Ingenieurwesen entschieden haben, nehmen an der Software Factory teil, in der sie maßgeschneiderte Softwarelösungen für Unternehmen entwickeln.

## Praktika
Während des Studiums absolvieren alle Studierenden zwei Praktika (jeweils ein Semester im dritten und vierten Studienjahr). Ziel beider Praktika ist, sich ein professionelles Netzwerk aufzubauen und Arbeitserfahrung zu sammeln, die die Arbeitssuche nach dem Studium erleichtert sollen. Praktika können in den Niederlanden oder im Ausland absolviert werden. Die Studenten suchen sich selbst das Unternehmen aus, bei dem sie sich bewerben. Fontys bietet aber auch eine Liste mit regionalen und internationalen Partnerunternehmen an. Während beider Praktika arbeiten die Studierenden an einem Unternehmensprojekt. Dabei werden sie jeweils von einem Dozenten und einem Mitarbeiter des Unternehmens betreut.

## Partnerunternehmen
Fontys pflegt Partnerschaften mit über 500 internationalen Unternehmen inklusive 3M, Adidas, Bayer, BMW, Coca-Cola, Daimler AG, Deloitte, Ernst & Young, Henkel, IKEA, KPMG, L’Oréal, Metro AG, Nike, Philips, Porsche, Robert Bosch GmbH, Siemens, Sony, Vodafone und Volkswagen. Studierende der Fontys arbeiten entweder an Unternehmensprojekten oder absolvieren ein Praktikum bei diesen Unternehmen.

## Studentenvereinigungen
Fontys hat verschiedene Studentenvereinigungen auf dem International Campus in Venlo:
- DaVinci – Erste Studentenvereinigung in Venlo (1999 gegründet)[25]
- FC FSV-Venlo – Offizieller Fußballverein von Fontys in Venlo[26]
- Fontys4Fairtrade – Fontys Venlo Nachhaltigkeitsgremium arbeitet an Projekten mit Bezug auf Umwelt und Nachhaltigkeit[27]
- Knowledge Business Consulting (KBC) – Studentische Unternehmensberatung[28]
- Omnia – Studentenvereinigung der Wirtschaftsstudiengänge[29]
- Student Sports Venlo – Organisiert Sportaktivitäten für Studenten (z. B. Fußball, Basketball, Volleyball, Tennis, Rudern, Fitness und Urban Dance)[30]

## Bedeutende Studierende
- Pieter Elbers – Chief Executive Officer (CEO) und Vorsitzender niederländischen Fluggesellschaft KLM Royal Dutch Airlines[31]
- Koen Geurts – Technischer Projektleiter bei der Rosetta (Sonde) Weltraummission[32]
- Rob Bekking – Vizepräsident Business Development bei der CI Group and ehemaliger Vizepräsident Cross Product Management Land Transport bei DB Schenker[33]
- Johannes Oerding – deutscher Popsänger und Songwriter.[34]
- Heiko Andreas von der Gracht  – deutscher Zukunftsforscher und Sachbuchautor
- Florence Kasumba – ugandisch-deutsche Schauspielerin[35]
- Hans Teeuwen – Niederländischer Kabarettist, Schauspieler und Sänger
- Twan Huys – Niederländischer Journalist, TV-Moderator, and Autor
- Elly Blanksma-van den Heuvel – Bürgermeisterin der Stadt Helmond, niederländische Politikerin und ehemalige Bankmanagerin bei der Rabobank
- Floor Jansen – Niederländische Sängerin, Lead-Sängerin der finnischen Symphonic-Metal-Band Nightwish, studierte Gesang am Fontys Conservatorium